# The Amazing Spider-Man (film)
The Amazing Spider-Man è un film del 2012 diretto da Marc Webb.
Basato sul personaggio dell'Uomo Ragno di Marvel Comics che condivide il nome con la più longeva serie a fumetti sull'Uomo Ragno. È stato prodotto da Columbia Pictures in associazione con Marvel Entertainment, Laura Ziskin Productions, Arad Productions, Inc. e Matt Tolmach Productions, e distribuito da Sony Pictures Releasing. È il quarto film cinematografico di Spider-Man, e funge da reboot a seguito della trilogia Spider-Man del 2002–2007 di Sam Raimi. Il film è interpretato da Andrew Garfield nel ruolo di Peter Parker / Spider-Man affiancato da Emma Stone, Rhys Ifans, Denis Leary, Campbell Scott, Irrfan Khan, Martin Sheen e Sally Field.
Inizialmente Columbia Pictures aveva in programma di realizzare Spider-Man 4, quarto capitolo da aggiungere alla trilogia originale, ma a causa di divergenze creative si decise per un completo riavvio della saga, basato sulla sceneggiatura di James Vanderbilt.
Il film si concentra sulla ricerca di Peter Parker riguardo a delle risposte sulla scomparsa dei propri genitori e sull'inizio della sua carriera da supereroe come Spider-Man. Inizialmente braccato dalla polizia di New York capitanata da George Stacy, padre della fidanzata Gwen, Peter è costretto a confrontarsi, contemporaneamente, anche con il dottor Curt Connors, trasformatosi nel mostruoso Lizard, il cui scopo è quello di rendere tutti gli esseri umani simili a lucertole e dare inizio a una specie più forte ed evoluta.
È stato distribuito in versione bidimensionale e stereoscopica ed è stato distribuito nelle sale statunitensi il 3 luglio 2012 e in quelle italiane il 4 dello stesso mese. Ha ricevuto recensioni per lo più positive dalla critica, che ne ha elogiato la performance di Andrew Garfield come Spider-Man, la chimica tra Stone e Garfield, gli effetti visivi e la colonna sonora di James Horner, ma ne ha criticato il numero di trame sottosviluppate, notando numerose scene tagliate. È stato un successo al botteghino, incassando $758 milioni in tutto il mondo contro un budget di produzione di $200-230 milioni, diventando così il settimo film con il maggior incasso del 2012.
È stato il penultimo film prodotto da Laura Ziskin, morta verso la fine delle riprese nel 2011, e l'ultimo film americano con una colonna sonora di James Horner ad essere distribuito prima della sua morte nel 2015.
Nel 2014 è uscito il sequel intitolato The Amazing Spider-Man 2 - Il potere di Electro. Erano previsti ulteriori due seguiti e alcuni capitoli spin-off, ma vennero cancellati a causa dello scarso successo di critica e botteghino del secondo film. Dopo l'uscita di Spider-Man: No Way Home (2021), nel quale Garfield e Ifans hanno ripreso i loro ruoli, il film è entrato a fare parte di un universo parallelo del Marvel Cinematic Universe (MCU).

## Trama
Il piccolo Peter Parker scopre che lo studio di suo padre, Richard, è stato svaligiato, quindi lui e sua moglie Mary Parker raccolgono dei documenti nascosti, portano il figlio a casa degli zii paterni, Ben e May Parker, e poi misteriosamente se ne vanno. 
Dopo essere rimasto orfano a causa di un misterioso incidente aereo che uccide i suoi genitori, Peter cresce a casa degli zii. Anni dopo è un adolescente di diciassette anni che frequenta la Midtown Science High School, con una forte passione per la scienza, la fotografia e la tecnologia. Le sue giornate non sono sempre limpide: è preso di mira dal bullo Flash Thompson. Oltre a ciò, l'assenza di veri amici ha formato in lui quella vena di cinismo e sarcasmo che caratterizzeranno la sua eroica controparte. Fra gli studenti della scuola spicca Gwen Stacy, sua coetanea e figlia del capo della polizia George Stacy, la quale nutre un amore per la scienza paragonabile al ragazzo e mostra un certo interesse verso di lui fin da quando ha modo di conoscerlo.
Un giorno, mentre svuota la cantina con zio Ben a causa di un tubo rotto, Peter ritrova fra i vecchi oggetti una valigetta appartenuta a suo padre, che contiene l'equazione per una formula segreta, e finalmente comincia a far luce sulla scomparsa dei suoi genitori. Le ricerche lo conducono alla Oscorp, dove lavora il brillante dottor Curt Connors, ex collega di suo padre amputato del braccio destro, mirante allo studio della genetica e degli incroci fra specie per aiutare gli amputati. E proprio lì, dopo essersi allontanato, viene morso da un ragno geneticamente modificato, acquisendone i poteri. Qualche giorno dopo incontra di nuovo il dottor Connors, chiedendo informazioni su suo padre e sulla loro ricerca riguardo alla genetica; Peter, deciso ad aiutarlo, gli dà l'equazione di suo padre (finora tenuta segreta), che pare sia in grado di rendere completa e sicura la genetica.
Dopo essersi vendicato di Flash Thompson e dimenticato un appuntamento con zia May, Peter riceve una ramanzina dallo zio Ben per la sua immaturità e la sua irresponsabilità. In preda alla rabbia, esce di casa e spinge così lo zio, intento a riappacificarsi col nipote dopo il litigio, a uscire per cercarlo. La ricerca non conosce esito: poco dopo, l'uomo viene assassinato da un ladro che lui stesso non aveva fermato. Peter, assumendosi la responsabilità per la morte dello zio, decide di sfruttare i suoi poteri per cercare il ladro. Per evitare di essere riconosciuto sia dai criminali che dalla polizia, si crea una tuta in spandex e costruisce due bracciali lancia-ragnatele con il biocavo della Oscorp, rendendosi noto per le strade di Manhattan come Spider-Man. Intanto Peter comincia ad avere una certa intesa con Gwen, tanto che le rivela la sua identità segreta dopo un'iniziale titubanza e i due iniziano a frequentarsi.
Spinto da un morente Norman Osborn, fondatore e proprietario della Oscorp, il dottor Connors decide di testare su di sé il siero finalmente completato, recuperando il braccio, ma successivamente trasformandosi in Lizard, una enorme e orrenda lucertola dotata di forza sovrumana e capace di guarire rapidamente, torna umano dopo essere sfuggito a un primo scontro con l'eroe. Il giorno seguente, Peter, di visita ai laboratori della Oscorp, scopre che Connors è Lizard dopo aver trovato il topo a cui hanno testato la formula trasformato in un essere squamoso e lo denuncia al Capitano Stacy, che inizialmente non gli crede, per poi dargli ascolto. Intanto Connors torna nel suo laboratorio nelle fognature, quindi Peter lo segue e lo combatte di nuovo riuscendo a sfuggirgli, riportando gravi ferite sul torace. Lizard trova una fotocamera con su scritto PROPRIETÀ DI PETER PARKER, e capisce così l'identità del supereroe e allora decide di attaccare la scuola in cui studia dove combattono di nuovo. Peter lo segue nelle fogne e scopre il suo piano: utilizzare il siero sull'intera città e trasformare tutti in lucertole, dando vita a una specie più evoluta, forte e intelligente, capendo che la formula ha influenzato anche il cervello. Per compiere questo suo piano, Lizard connette il dispositivo di diffusione Ganali alla torre Oscorp, luogo in cui Peter aveva mandato Gwen per poter creare un antidoto in grado di riportare alla normalità il dottore.
Gwen crea l'antidoto e fa evacuare la Oscorp, ma Peter, braccato dalla polizia, viene smascherato dal Capitano George Stacy. Quest'ultimo, però, comprende il senso di giustizia del ragazzo e lo lascia proseguire verso la Oscorp. Peter affronta Lizard, che però si rivela troppo forte e sembra avere la meglio, ma il Capitano Stacy interviene in aiuto di Peter, riesce a contrastare per un po' il mostro e consegna al ragazzo l'antidoto preparato da Gwen. Alla fine Stacy viene ferito mortalmente da Lizard, ma Spider-Man riesce a diffondere l'antidoto appena in tempo, salvando la città e facendo tornare normale Connors.
Prima di morire, il capitano fa promettere a Peter di non coinvolgere più la figlia nella sua doppia vita. Connors viene arrestato e Peter è inizialmente costretto a lasciare la ragazza, ma non riuscendo a mantenere la promessa fatta al Capitano Stacy, decide di continuare a frequentarla.
In una scena a metà dei titoli di coda, Connors, in una cella di prigione, parla con un uomo nell'ombra (un misterioso Dirigente della Oscorp) che chiede se Peter conosce la verità su suo padre. Connors gli risponde di no e gli intima di lasciare in pace il ragazzo, prima che l'uomo scompaia.

## Produzione

### Sviluppo

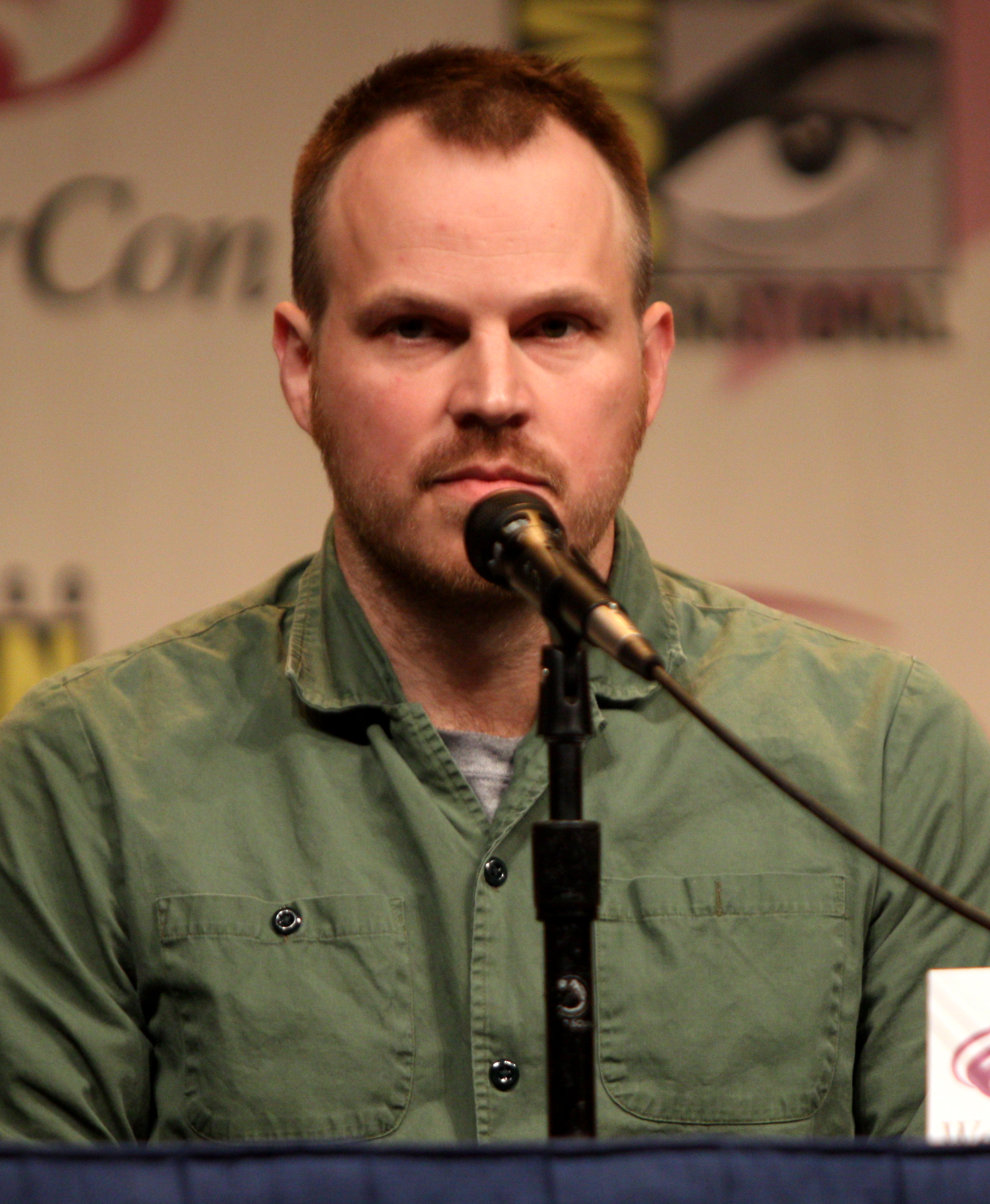
Il regista Marc Webb.

Nel 2007 entrò in pre-produzione Spider-Man 4, nuovo seguito alla trilogia originale. Il regista Sam Raimi e gli attori Tobey Maguire e Kirsten Dunst sarebbero dovuti tornare. Columbia Pictures ingaggia James Vanderbilt per scrivere la sceneggiatura del film. Lo sceneggiatore verrà messo sotto contratto anche per scrivere un ulteriore nuovo episodio. Successivamente, la Columbia Pictures ingaggiò David Lindsay-Abaire e Gary Ross per rettificare la sceneggiatura. Sempre nel 2007 Raimi spiegò di volere, come villain del film, Lizard. Il produttore Grant Curtis e l'attore Dylan Baker (che nella trilogia interpretava il Dr. Curt Connors, alter ego del villain) furono entusiasti dell'idea. Nel 2010 John Malkovich entrò in trattative per interpretare l’Avvoltoio nel film, mentre Anne Hathaway venne contattata per il ruolo di Felicia Hardy. A differenza del fumetto, Felicia non si sarebbe sdoppiata nella criminale Gatta Nera, bensì in una villain ideata appositamente per il film, la Donna Avvoltoio.
Nel 2010 la Columbia Pictures annunciò la cancellazione del quarto capitolo in favore di un reboot della saga girato in 3D. Marc Webb venne ingaggiato come regista mentre James Vanderbilt venne assunto per scrivere la sceneggiatura. Successivamente Alvin Sargent venne assunto per rettificarla. Il film avrebbe seguito le vicende di «un Peter Parker diciannovenne al liceo che se la dovrà vedere con numerosi problemi: vivere una vita da outsider, superare la morte dello zio Ben, fare i conti con i suoi ormoni "impazziti" e, soprattutto, ritrovarsi a essere un supereroe».

### Cast
- Andrew Garfield interpreta Peter Benjamin Parker / Spider-Man: uno studente con la passione della fotografia che viene morso da un ragno radioattivo e ne acquista i poteri. Diventa il supereroe noto come Spider-Man. In questa versione, il personaggio fa uso degli spara-ragnatele apparsi nel fumetto. Garfield fu il primo attore ad essere confermato nel film; il Parker di questo film si discostò molto da quello interpretato da Tobey Maguire nella trilogia di Raimi, in quanto, nel contesto narrativo del nuovo adattamento, il personaggio scava nel suo passato per cercare risposte sulla scomparsa dei suoi genitori; inoltre più che un patito della scienza, si presenta come un nerd.[19]
- Emma Stone interpreta Gwendolyne Maxine "Gwen" Stacy: compagna di scuola di Peter e, successivamente, sua fidanzata.
- Rhys Ifans interpreta Curtis "Curt" Connors / Lizard: uno scienziato delle Oscorp Industries che diventa il letale Lizard. Il suo ruolo venne rivelato solo tempo dopo l'annuncio della partecipazione dell'attore nel film. Lizard è uno dei primi nemici apparsi nei fumetti di Spider-Man.[20]
- Denis Leary interpreta George Stacy: capitano della polizia e padre di Gwen Stacy.
- Sally Field interpreta May Parker: zia di Peter.
- Martin Sheen interpreta Benjamin "Ben" Parker: zio di Peter.
- Irrfan Khan interpreta il Dr. Rajith Ratha: un dirigente delle Oscorp Industries.
- Chris Zylka interpreta Flash Thompson: un bullo della scuola, rivale di Peter.
- Campbell Scott interpreta Richard Laurence Parker: il padre di Peter.
- Embeth Davidtz interpreta Mary Teresa Fitzpatrick: la madre di Peter.
- C. Thomas Howell interpreta Ray: un muratore il cui figlio viene salvato da Spider-Man.

#### Cameo
- Hannah Marks interpreta il breve ruolo di Missy Kallenback, compagna di scuola di Peter.
- Kelsey Chow dà il volto a Sally Avril, una compagna di scuola di Peter.
- Stan Lee, il co-creatore del personaggio, è un bibliotecario che appare nella biblioteca in cui Spider-man e Lizard combattono.[21]
- Michael Massee appare nella scena a metà dei titoli di coda nel ruolo di un misterioso uomo nell'ombra. Il suo ruolo, viene rivelato nel sequel del film, dove si scopre che si tratta di Gustav Fiers.
- Nella stanza di Peter è appesa una foto di Donald Glover.

#### Personaggi tagliati
Dal montaggio definitivo della pellicola sono stati tagliati completamente due personaggi: Billy Connors e Martha Connors, il figlio e la moglie di Curt Connors, interpretati rispettivamente da Miles Elliott e Annie Parisse.

### Design
Webb sentì di dover reinventare completamente l'aspetto di Spider-Man rispetto alla precedente trilogia di Sam Raimi. La fisicità del personaggio, a detta di Webb, è molto più vicina a quella apparsa in Ultimate Spider-Man piuttosto che al fumetto classico. Proprio come nel fumetto originale, Webb decise di inserire nel suo film gli storici "spararagnatele"; nei film di Raimi, invece, gli spara ragnatele erano sostituiti con delle ragnatele organiche che fuoriuscivano direttamente dai polsi del protagonista, senza l'ausilio di nessun tipo di strumento. 

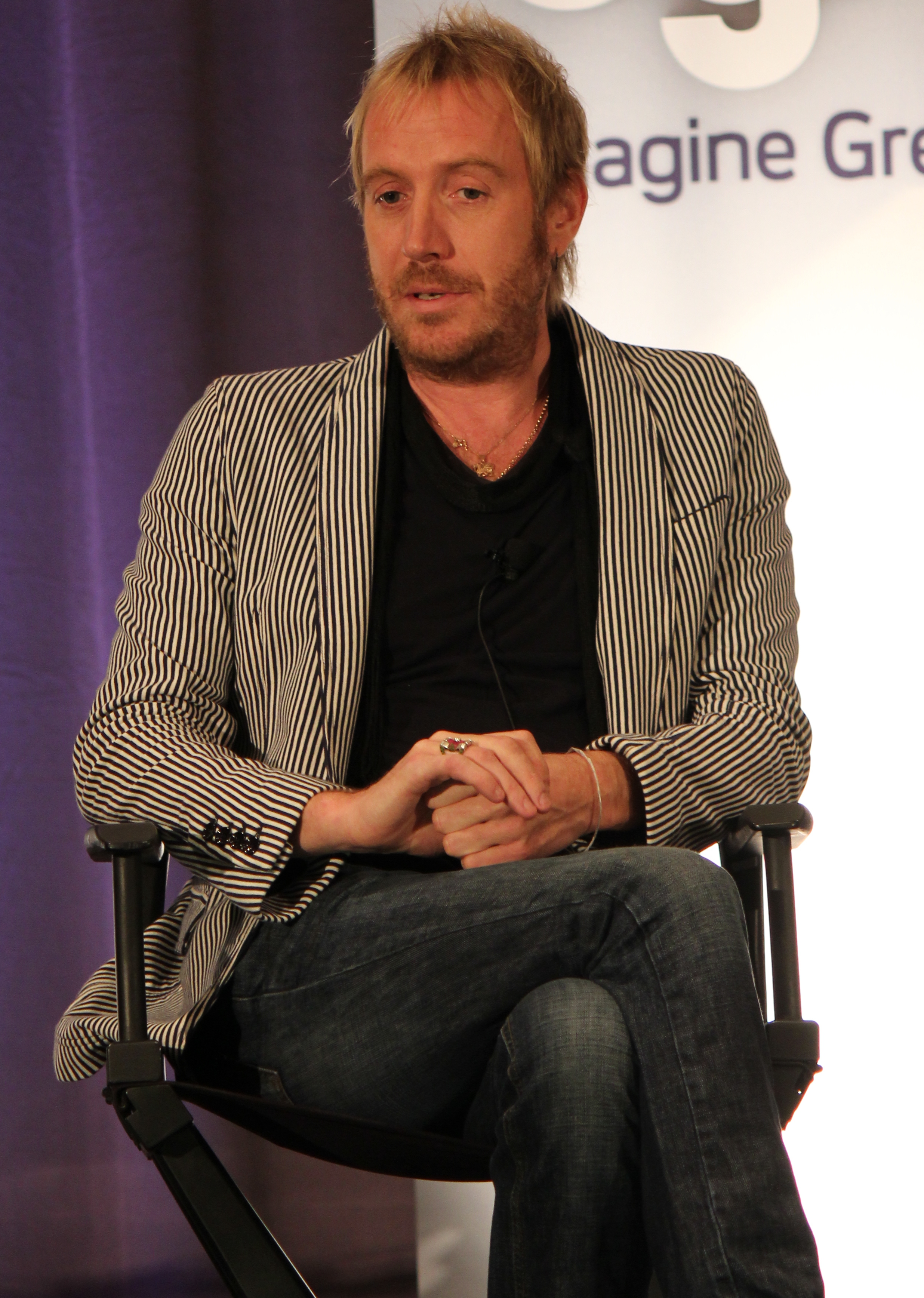
Durante la produzione del film, Rhys Ifans non si è limitato a interpretare il ruolo di Curt Connors, ma ha prestato anche le sue movenze per l'antagonista Lizard attraverso la tecnologia CGI, rifiutando persino l'aiuto dello stuntman.

Per gli spararagnatele, i designers si ispirarono agli spessi polsini in pelle di moda negli anni sessanta e settanta, che proteggevano il quadrante dell'orologio.
Anche il costume del protagonista, rispetto ai precedenti adattamenti, subì vari cambiamenti in base alle caratteristiche di Andrew Garfield, ovvero "agile e atletico, ma meno muscoloso". La costumista Kym Barrett studiò i materiali leggeri e stretch usati dagli atleti delle Olimpiadi invernali e dai ciclisti, per realizzare un costume di Spider-Man che permettesse tutte le acrobazie che il personaggio compie volteggiando su Manhattan. Inoltre, per realizzare il costume, Barratt si è ispirata a cosa succederebbe se la tela di un ragno venisse sospinta dal vento e si avvolgesse attorno al corpo. Le lenti del costume di Spider-Man vennero realizzate da una compagnia che produce lenti per occhiali da sole per militari e per la NASA. Queste lenti vennero rivestite in modo da ridurre il riflesso e avere un colore blu con il riflesso di un esagono dorato stampato sopra. Il dipartimento costumi aveva a disposizione 100 paia di lenti da usare con il costume di Spider-Man, con sfumature diverse per la notte e per il giorno. Inoltre Barrett ebbe l'idea di munire il costume di un paio di suole ritagliate da delle scarpe da corsa della Asics per dare all'Uomo Ragno un aspetto ancora più dettagliato dal punto di vista atletico.
Nel film, il personaggio di Lizard venne raffigurato leggermente diverso da quello apparso dei fumetti. Webb sapeva che Lizard, nel corso delle sue varie apparizioni nei fumetti di Spider-Man, aveva avuto diverse incarnazioni e quindi fece molta attenzione su quale trasporre nel suo adattamento: «Nei fumetti ci sono diverse incarnazioni di Lizard, c'è quella di Todd McFarlane, quella con il muso, ma ero interessato nel trovare qualcosa che potesse comunicare le emozioni umane. Volevo che avesse una faccia, dei sentimenti [...]. Poi ci sono gli elementi fisici, volevo farlo molto potente, volevo renderlo più forte dell'Uomo Ragno, quella era la parte importante».
A creare il personaggio, la produzione assunse Jerome Chen, supervisore degli effetti speciali nominato all'Oscar per Stuart Little. Chen rivelò che il Lizard progettato per il film venne creato con un'altezza pari a 3 metri e che l'aspetto del personaggio fu ideato dallo stesso regista Marc Webb. Quest'ultimo voleva che la pelle del Lizard avesse pieghe sciolte, come un drago di Komodo, ma allo stesso tempo voleva che il personaggio fosse molto muscoloso. Le movenze facciali del personaggio, infine, sono quelle del suo interprete, Rhys Ifans, che ha interpretato Lizard attraverso la tecnologia CGI. Naturalmente questo ha comportato una stretta collaborazione con l'attore e i supervisori degli effetti speciali.
Le sequenze riguardanti le trasformazioni di Connors da una forma all'altra e l'eliminazione del braccio mancante nel personaggio sono state realizzate dalla Pixomondo.

### Riprese
Le riprese sono iniziate il 6 gennaio 2011 a Los Angeles, il film è la prima produzione hollywoodiana girata interamente in RED Epic Camera ed è ripreso in 3D con una risoluzione di 5K. Le riprese sono durate 90 giorni, incluse due settimane a New York, sebbene il grosso delle riprese si sia svolto a Los Angeles, nell'Henry Fonda Theater di Hollywood, nella palestra della St. John Bosco High School, nella chiesa presbiteriana di Immanuel in Mid-Wilshire e in varie località di Sud Pasadena, San Pedro e Woodland Hills.

## Distribuzione

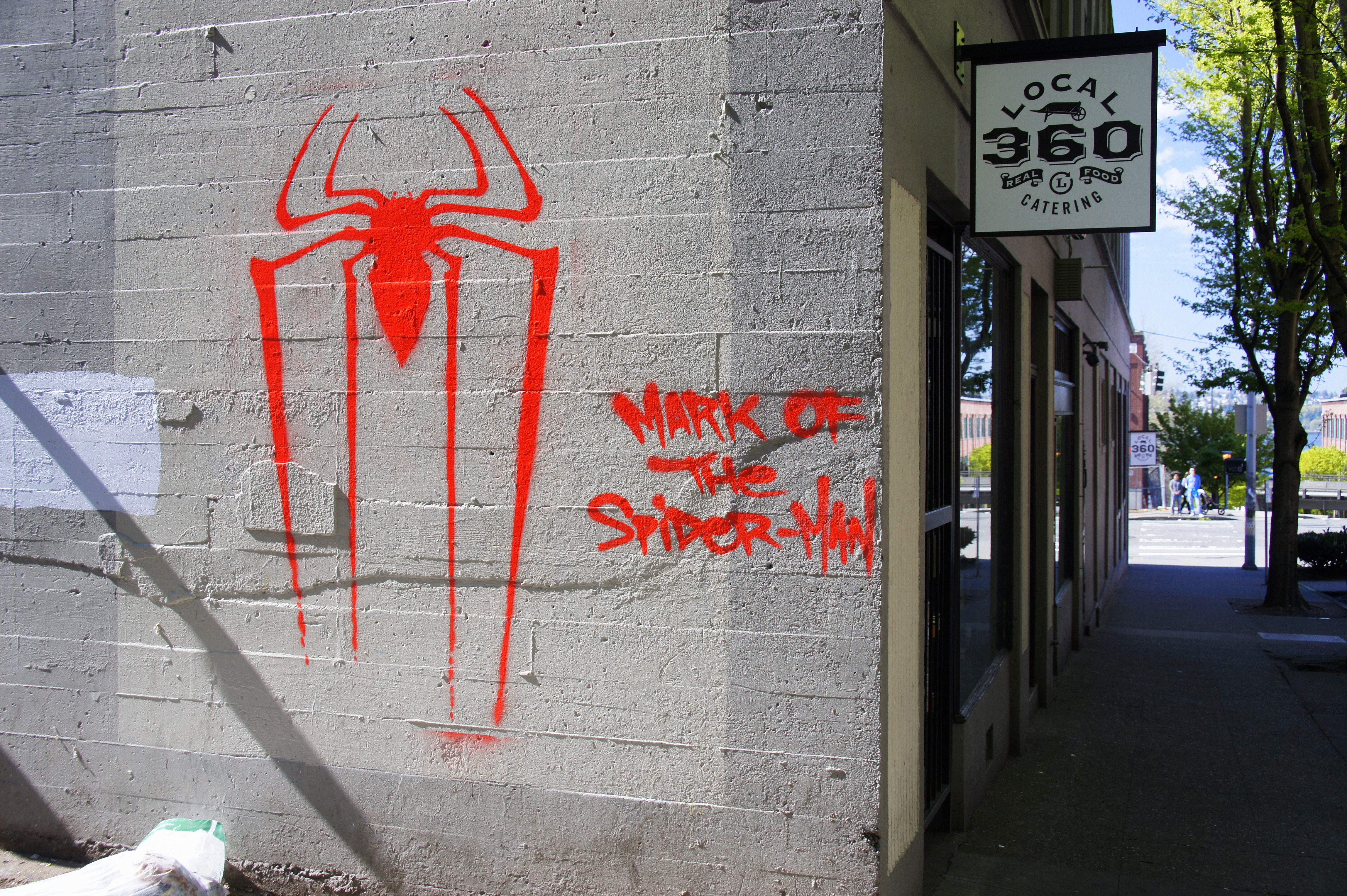
Campagna pubblicitaria del film

Il primo trailer del film è stato diffuso il 20 luglio 2011. La versione italiana del teaser trailer è invece stata pubblicata il 15 settembre 2011. Il 7 febbraio viene diffuso un nuovo trailer, all'interno del quale è visibile l'indirizzo di un sito web di marketing virale, MarkoftheSpider-Man.com. Assieme al sito è stato aperto anche un account Twitter che, attivatosi, ha postato le coordinate geografiche corrispondenti a sei librerie di fumetti di altrettante città statunitensi. Il primo fan precipitatosi nei rispettivi negozi ha ricevuto uno zainetto appartenente a Peter Parker contenente diversi oggetti: proprio su un ritaglio di giornale presente all'interno è stato fornito, in maniera criptata, il codice visivo per sbloccare il sito originale, permettendo così ai fan di accedere alle fasi successive della campagna virale. Il 15 maggio 2012 la Sony ha pubblicato un'anteprima di oltre 4 minuti nella quale, oltre alle scene presenti nei trailer precedenti, appaiono anche alcune sequenze inedite.
Il film è stato distribuito in tutto il mondo nei giorni compresi tra il 3 e il 6 luglio 2012 ad eccezione del Giappone, che ha ospitato l'anteprima il 30 giugno, e dell'Ucraina, dove è uscito il 12 luglio. Negli Stati Uniti è uscito il 3 luglio 2012, in Italia è stato distribuito nelle sale il 4 luglio 2012. L'anteprima del film è stata presentata a Roma il 22 giugno dello stesso anno, nella quale è stato presente l'intero cast del film.

## Accoglienza

### Incassi
Alla sua uscita, il film è stato oggetto di numerose critiche, sia negative che positive, e di un buon incasso ai botteghini internazionali anche se tuttavia non riuscì neanche a raggiungere il successo del precedente film del 2002.
Al di fuori del Nord America durante la sua uscita nelle sale, The Amazing Spider-Man ha incassato 51,1 milioni di dollari, aprendo al primo posto in molti paesi asiatici. Ad esempio, in India ha guadagnato circa $6,0 milioni, registrando il migliore weekend d'esordio del paese per un film di Hollywood. In Nord America il film ha guadagnato una cifra stimata di $7,5 milioni durante la sua proiezione di mezzanotte in circa 3 150 località, tra cui 1,2 milioni in circa 300 cinema IMAX. Attualmente si trova al di sotto del 50º posto nella lista dei maggior incassi internazionali di sempre con un incasso mondiale di 757 930 663 $, decisamente inferiore a quello della saga originale.

### Critica
Sull'aggregatore di recensioni Rotten Tomatoes il film ha una percentuale di gradimento del 71% basato su 339 recensioni, con una media di voto di 7 su 10. Il consenso critico cita: «Un cast ben scelto e una regia sicura permettono a The Amazing Spider-Man di emozionare, nonostante la rivisitazione di molti degli stessi punti della trama di Spider-Man del 2002.». Su Metacritic il film ha avuto un punteggio di 66 su 100 in base a 42 recensioni, indicando "recensioni generalmente favorevoli".
Jordan Mintzer di The Hollywood Reporter giudicò il film un soddisfacente remake dello Spider-Man di Raimi, anche se in molti non lo giudicarono alla sua altezza né necessario, ma solo una trovata per fare soldi. Mintzer, inoltre, lodò il lavoro del regista Marc Webb e di come quest'ultimo sia riuscito a rendere il protagonista sia più comico che tenebroso. A molti critici piacque e trovarono interessante l'interpretazione di Andrew Garfield, molto diversa da quella di Maguire, e degli altri protagonisti, ma rimasero abbastanza delusi dal personaggio di Lizard, la cui trasposizione venne definita molto fiacca e con una storia molto simile se non uguale a quella del Dottor Octopus di Spider-Man 2.
La critica, poi, si divise anche sul risultato generale del film: c'è chi lo definì come un buon film su Spider-Man, mentre altri lo giudicarono un reboot non ai livelli di quello realizzato da Christopher Nolan con la trilogia del cavaliere oscuro e giudicandolo inutile e non necessario; infatti la maggior parte dei fan giudicarono migliore il precedente film del 2002 diretto da Sam Raimi e rimasero molto turbati dalle differenze caratteriali del giovane Peter Parker.

## Riconoscimenti
- 2013 - Saturn Award
  - Candidatura per il miglior film fantasy
- 2013 - People's Choice Award
  - Candidatura per il film preferito
  - Candidatura per il film d'azione preferito
  - Candidatura per l'attrice preferita cinematografica a Emma Stone
  - Candidatura per il supereroe preferito cinematografico a Andrew Garfield
  - Candidatura per l'alchimia preferita in un film a Andrew Garfield ed Emma Stone
- 2013 - Screen Actors Guild Award
  - Candidatura per le migliori controfigure cinematografiche
- 2012 - Teen Choice Award
  - Candidatura per il miglior film sci-fi/fantasy
  - Candidatura per il miglior cattivo a Rhys Ifans
  - Candidatura per le miglior scene stealer maschile a Andrew Garfield
  - Candidatura per le miglior scene stealer femminile a Emma Stone
- 2013 - Kids' Choice Award
  - Candidatura per il film preferito
  - Candidatura per lattore cinematografico preferito a Andrew Garfield
  - Candidatura per l'attore d'azione preferito a Andrew Garfield
- 2013 - ASCAP Award
  - Film al top del box office a James Horner

- 2013 - Annie Award
  - Candidatura per i migliori effetti animati in un film live-action a Stephen Marshall, Joseph Pepper e Dustin Wicke
  - Candidatura per il miglior animazione dei personaggi in un film live-action a Mike Beaulieu, Roger Vizard, Atsushi Sato, Jackie Koehler, Derek Esparza, Richard Smith e Max Tyrie
- 2012 - Golden Schmoes Award
  - Candidatura per la maggior delusione dell'anno
- 2012 - IGN People's Choice Award
  - Miglior film in 3D
- 2012 - IGN Award
  - Candidatura per il miglior adattamento da fumetto a film
  - Candidatura per il miglior film in 3D
- 2013 - International Film Music Critics Award
  - Candidatura per la miglior colonna sonora in un film d'azione, avventura o thriller a James Horner
- 2013 - Premio Visual Effects Society
  - Candidatura per la miglior realizzazione virtuale in un film live-action a Rob Engle, David Schaub, Cosku Turhan e Max Tyrie
- 2013 - Taurus World Stunt Award
  - Candidatura per il miglior Lavoro con un Veicolo a Richard Burden

## Differenze tra film e fumetto
Il film, dalla prospettiva della trama, mescola la storia dell'Universo Classico ad alcuni scenari e caratteristiche dell'Universo Ultimate:
- Nella controparte fumettistica, Peter viene morso dal ragno radioattivo sulla mano,[57] mentre nel film viene morso da un ragno geneticamente modificato sul collo.
- Nei fumetti, Peter intraprende la carriera di wrestler per guadagnare del denaro per i suoi zii. Inoltre è proprio durante questa sua breve carriera che Peter indossa per la prima volta il suo costume di Spider-Man.[58] Nel film, invece, Peter non diventa un wrestler. C'è, però, un riferimento a questa sottotrama: il protagonista, dopo uno scontro con dei ragazzi, cade all'interno di un palazzo e si ritrova su un ring per lottatori, dove nota una maschera dipinta sul muro che gli ispira il costume di Spider-Man.
- Nel film, Gwen Stacy è stagista nella Oscorp del Dottor Connors, a differenza della sua controparte cartacea.
- Nel film, George Stacy muore per mano di Lizard, mentre nel fumetto viene ucciso nel corso dello scontro tra Spider-Man e Dottor Octopus, nel tentativo di salvare un bambino dalle macerie di un camino che cadevano dai tetti.[59] Inoltre nel film è molto più giovane, come la sua controparte Ultimate.
- Nel film, Spider-Man incarica Gwen Stacy di creare un antidoto per fermare Lizard. Nel fumetto, invece, è proprio lo stesso Spider-Man a realizzare l'antidoto per guarire Connors.[60]
- Nel film, il Dottor Connors si inietta il siero che lo trasformerà in Lizard a causa delle pressioni del suo capo, Norman Osborn. Nei fumetti, invece, il Dottor Connors beve volontariamente il siero che lo trasformerà in Lizard e, inoltre, lui non lavora per Osborn, bensì è uno scienziato autonomo.[60]
- Nel film, Peter è responsabile della trasformazione di Connors in Lizard, in quanto è lui a completare la formula che lo scienziato si inietterà. Nei fumetti, invece, Peter non è in alcun modo responsabile della nascita di Lizard.[60]
- Nel film, Connors era un grande amico di Richard Parker e insieme a quest'ultimo mirava allo studio degli incroci fra specie. Nel fumetto originale, invece, i due non si conoscono. Il loro rapporto è simile a quello tra Richard Parker e il padre di Eddie Brock nella serie Ultimate ma invece di lavorare agli esperimenti riguardo agli incroci fra specie, essi progettavano il simbionte Venom.[61]
- Nel film, Peter fa una lunga ricerca per trovare l'assassino di suo zio fino a rinunciarci per intraprendere la nuova identità da Spider-Man. Nei fumetti, invece, Peter lo trova poco dopo la morte dello zio.[57]
- Una differenza molto marcata è il fatto che zia May ha i capelli neri, differentemente da qualsiasi altra versione fumettistica, cinematografica o animata, sempre con i capelli bianchi.
- Il costume usato nel film è stato ispirato dalla serie With Great Powers all'interno della quale Peter indossa un costume simile, ad eccezione della copertura sugli occhi.
- Nel film, Flash Thompson diventa amico di Peter quando muore suo zio (ancora prima che Peter diventi Spider-Man). Nel fumetto originale, diventa suo amico all'università.
- Nel film, Peter rivela a Gwen fin dall'inizio la sua identità, come aveva fatto con la Mary Jane versione Ultimate, mentre nel fumetto originale la ragazza rimane ignara della sua identità segreta fino alla fine.

## Rapporto con la serieUltimate
Nel film ci sono varie similitudini con la serie a fumetti Ultimate Spider-Man proprio come voleva il regista Marc Webb. Molti personaggi del film si ispirano alle loro controparti dei fumetti Ultimate, ma altri, come ad esempio Gwen Stacy, sono rimasti fedeli alle loro controparti classiche.
- Il rapporto tra Connors e Richard Parker.
- Peter viene morso da un ragno geneticamente modificato all'interno dei laboratori della Oscorp.
- Dopo essere stato morso, Peter effettua una ricerca su Internet riguardo ai ragni e agli effetti dei loro morsi.
- Connors vive a New York.
- La scena in cui Peter umilia Flash a basket ricorda molto quelle della serie Ultimate.
- La scena in cui Peter litiga con zio Ben e il protagonista, prima di fuggire di casa, accusa suo padre di non essersi assunto le sue responsabilità.
- La morte di zio Ben per mano di un ladro che, in precedenza, era stato lasciato andare da Peter mentre rapinava un negozio.
- Zio Ben e zia May sono più giovani, così come George Stacy.
- Peter rivela a Gwen fin dall'inizio la sua identità, come aveva fatto con la Mary Jane versione Ultimate.
- La battaglia avvenuta a scuola con Lizard ricorda molto quella avvenuta con Ultimate Goblin.

## Sequel
Un sequel del film, intitolato The Amazing Spider-Man 2 - Il potere di Electro, arriva nelle sale il 24 aprile 2014. La regia è di nuovo affidata a Marc Webb. Nel cast tornano Andrew Garfield ed Emma Stone, ai quali si aggiungono Jamie Foxx (Max Dillon / Electro), Chris Cooper (Norman Osborn), Dane DeHaan (Harry Osborn), Paul Giamatti (Rhino) e Colm Feore nel ruolo di Donald Menken.
Era prevista l'uscita di un terzo e quarto capitolo della saga rispettivamente per il 10 giugno 2016 e il 4 maggio 2018, nonché di alcuni film spin-off sui personaggi dei Sinistri Sei e Venom. Tuttavia, a causa degli incassi del sequel inferiori alle aspettative e la tiepida accoglienza della critica, la Sony ha deciso di cancellare tutti i progetti per tornare con un nuovo reboot. Nel luglio 2015 hanno reso noti i nomi degli attori di alcuni personaggi nonché del nuovo regista: Jon Watts alla regia, Tom Holland nel ruolo del nuovo Spider-Man, e Marisa Tomei come la nuova zia May. Nell'aprile 2016 venne annunciato il titolo del nuovo reboot: Spider-Man: Homecoming, uscito il 6 luglio 2017 nelle sale italiane e il 7 luglio 2017 in quelle statunitensi.